# Santa Cruz del Quiché
Santa Cruz del Quiché is een gemeente en tevens de hoofdstad van het departement El Quiché in Guatemala. De gemeente bestaat uit de stad Santa Cruz del Quiché en de omliggende dorpen en gehuchten. Het merendeel van de bevolking is K'iche'.

## Geboren
- Otilia Lux (1949), activiste en politica